# Menominee (Wisconsin)
Menominee es un pueblo ubicado en el condado de Menominee en el estado estadounidense de Wisconsin. En el Censo de 2010 tenía una población de 4.232 habitantes y una densidad poblacional de 4,48 personas por km².

## Geografía
Menominee se encuentra ubicado en las coordenadas 44°59′29″N 88°40′9″O / 44.99139, -88.66917. Según la Oficina del Censo de los Estados Unidos, Menominee tiene una superficie total de 945.24 km², de la cual 926.2 km² corresponden a tierra firme y (2.01%) 19.04 km² es agua.

## Demografía
Según el censo de 2010, había 4.232 personas residiendo en Menominee. La densidad de población era de 4,48 hab./km². De los 4.232 habitantes, Menominee estaba compuesto por el 10.66% blancos, el 0.45% eran afroamericanos, el 87.45% eran amerindios, el 0.02% eran asiáticos, el 0% eran isleños del Pacífico, el 0.14% eran de otras razas y el 1.28% pertenecían a dos o más razas. Del total de la población el 4.21% eran hispanos o latinos de cualquier raza.